# 宙克西帕斯浴場

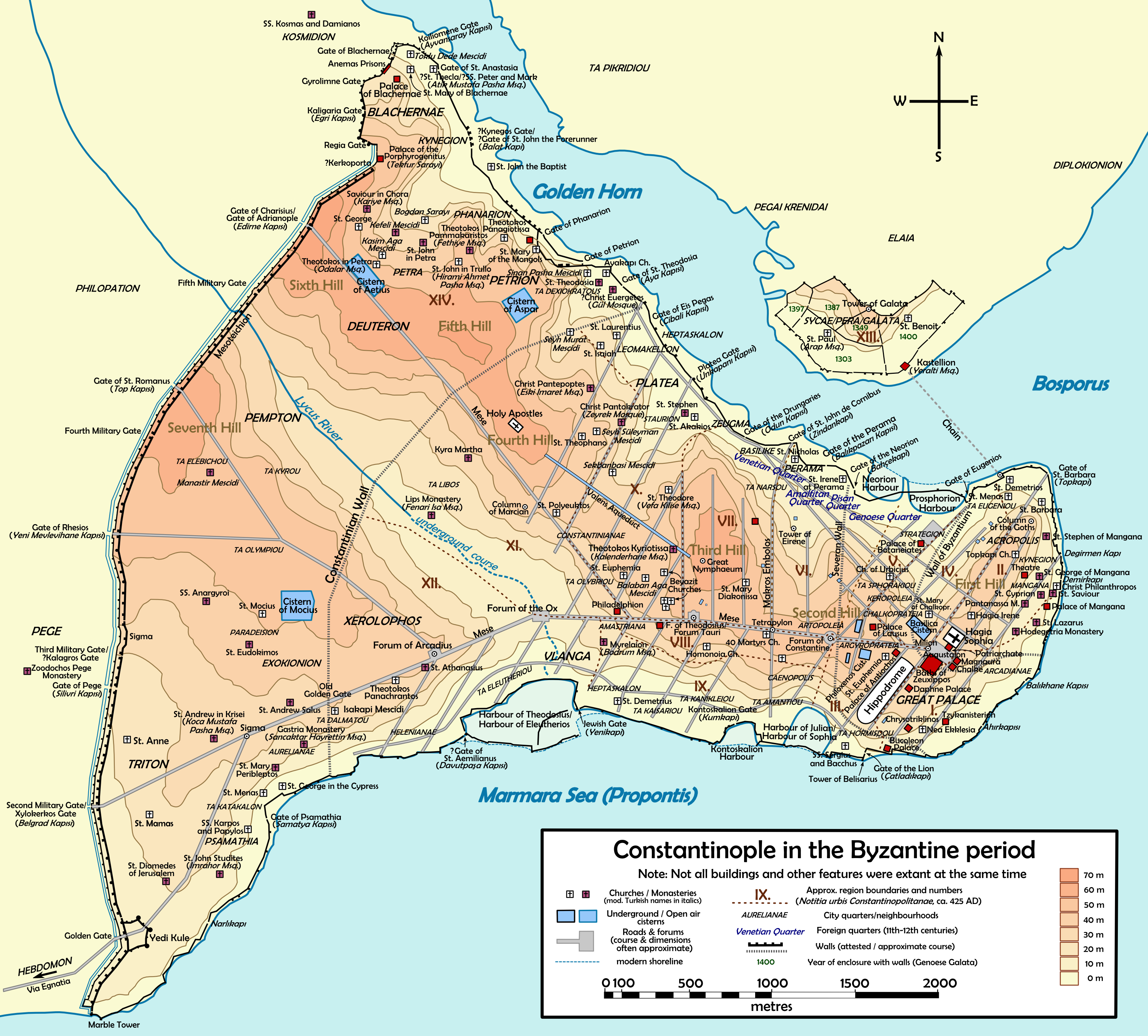
拜占庭时期的君士坦丁堡

宙克西帕斯浴場（希腊语：Ζευξίππου）是拜占庭帝国首都君士坦丁堡的热门的公共浴场，兴建于公元100年到200年，毁于532年的尼卡暴动，数年后重建。如此命名是因为它们兴建在从前的朱庇特（宙斯）神庙的所在地。向北约500码是更为古老的希腊早期拜占庭卫城的阿希尔浴场。浴场主要以名人雕像而著称。后来此处在7世纪改为军事用途。浴场遗址曾在1928年进行考古发掘。

## 描述
原来的浴场，是由塞普蒂米乌斯·塞维鲁兴建，由君士坦丁大帝装饰，有很多马赛克，以及80多尊雕塑，其中大多数是历史人物，有荷马，赫西俄德，柏拉图，亚里斯多德，凯撒，狄摩西尼和维吉尔，以及神话英雄人物；浴场是真正辉煌的建筑和艺术，甚至启发了文学作品。雕像来自世界各地，包括亚洲，以及附近地区，罗马、希腊和小亚细亚。
任何普通市民在支付一笔较小的费用后，都可以进入浴场。浴场主要为大众洗浴使用，但是人们也可以在这里进行运动以及享受各种娱乐活动。有服务员监督这些活动，管理开门和关门时间，以及行为规则。男人和女人不可以一起洗澡，要么在单独的浴室，要么在一天的不同时间。 
宙克西帕斯浴場在市民中非常受欢迎，由于当时在君士坦丁堡存在着大量的公共浴场，因此在商业区存在着激烈的竞争。即使是教士和修士也喜欢这里，虽然他们的上司认为浴场是不虔诚行为的地方。

## 地点

赛马场、皇宫区，都接近宙克西帕斯浴场

12世纪的学者Zonaras讲述了塞维鲁为要使浴场与君士坦丁堡赛马场相连，将其兴建在朱庇特神庙的遗址上。但是较早的作家Leontius指出，浴场并不与赛马场相连，而仅仅是接近。
此外，宙克西帕斯浴場还靠近（更可能是毗邻）君士坦丁堡大皇宫。这样重要的地点吸引了许多人。奥古斯都广场和圣索菲亚大教堂也很接近浴场。 
右边的图显示了浴场在君士坦丁堡的大致位置。可以看出，浴场大致呈四边形，并确实非常接近，甚至是毗邻大皇宫。

## 毁坏以后
532年的尼卡暴动是君士坦丁堡到那时为止最严重的一次暴动，城市的一半化为废墟，数千人死亡，原来的宙克西帕斯浴場也毁于熊熊大火。查士丁尼采取行动恢复浴场时，他无法恢复那些奇妙的雕像或在532年丢失的文物。
最后一次作为浴场使用是在公元713年，此后转作其他用途：一部分建筑成为监狱，另一部分改为丝绸作坊。
近1000年后，在1556年，著名的鄂圖曼建筑师科查·米馬爾·希南在同一个地点兴建了许蕾姆苏丹公共浴场。再以后，在1927-1928年，进行了考古发掘，发现了众多的历史文物，如陶器，釉陶，建筑设计，反映了当时君士坦丁堡社会文化的独特的趣味。